# Vedrai, carino

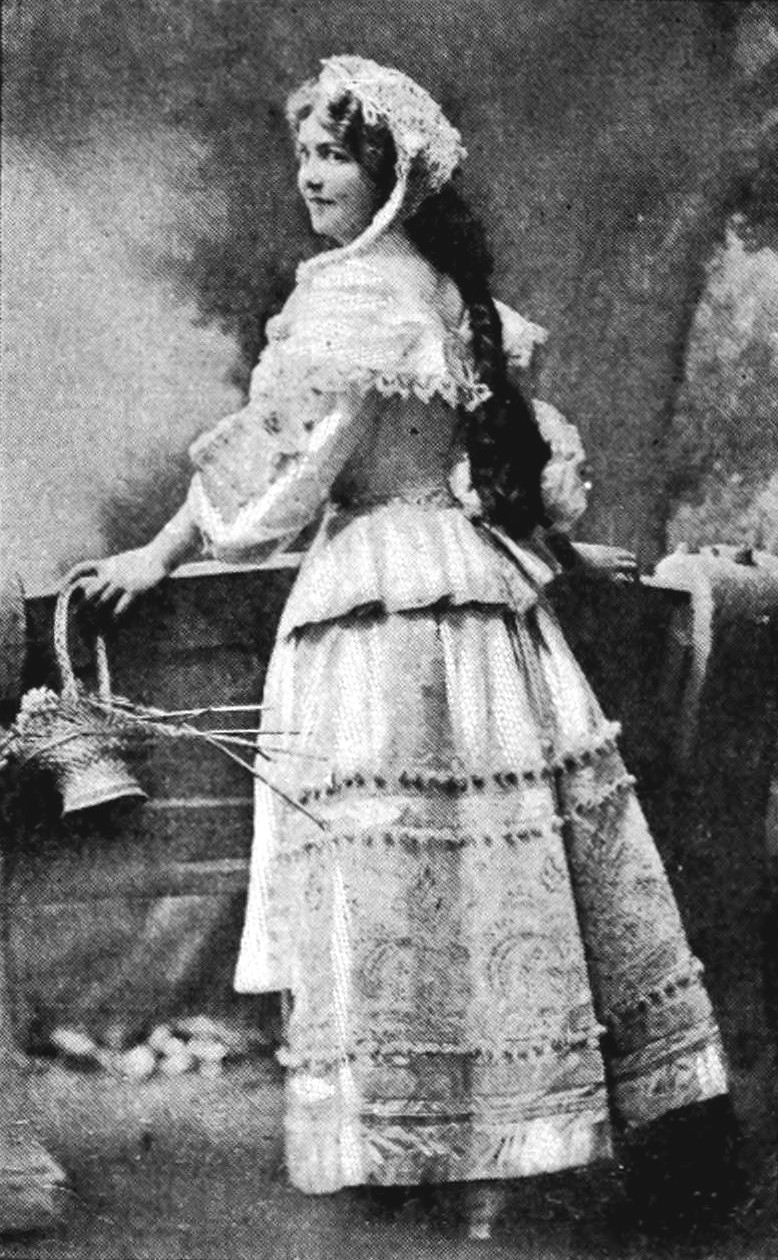
Alice Nielsen jako Zerlina (przed 1917)

Vedrai, carino (z języka włoskiego: Zobaczysz, kochany) – aria na sopran z tekstem w języku włoskim, z drugiego aktu opery z muzyką Wolfganga A. Mozarta i librettem Lorenza Da Pontego Don Giovanni. Przypisana jest do roli młodej podsewilskiej wieśniaczki Zerliny.

## Umiejscowienie w dziele
Don Giovanni, szlachcic i uwodziciel, po swojej nocnej eskapadzie, w której zabił Komandora, ojca Donny Anny chroniącego czci córki i spotkaniu z jedną ze swoich dawnych miłostek, porzuconą, ale wciąż oszalałą z miłości do niego Donną Elvirą, natknął się na weselny orszak Zerliny i Masetta, co było okazją do próby uwiedzenia samej panny młodej (Là ci darem la mano), udaremnionej przez nadal ścigającą niewiernego kochanka Donnę Elvirę. Zaszczepił jednak w dziewczątku pewną ciekawość, a w Masetcie nutę zazdrości. Toteż młodzi, chcąc ostatecznie wybadać jego intencje oraz utwierdzić się we wzajemnej wierności, zjawili się jeszcze na zorganizowanym przez wielmożę balu, gdzie roztrzęsioną Zerlinę ledwie udało się w ostatniej chwili wyrwać z rąk rozpustnika. Potwierdziły się zatem ich przekonania dotyczące kochliwego szlachcica.
Tymczasem Don Giovanniemu udało się ujść bezpiecznie i aby zabawić się tym razem z subretką Donny Elviry, namówił swego służącego Leporella na zamianę strojów. Leporello natomiast ma zalecać się w jego imieniu i przebraniu do Elviry.
Zraniona duma Masetta kazała mu jednak zorganizować ludzi, aby ostatecznie rozprawić się ze złym panem. Szybko więc jego oddział podsewilskich wieśniaków uzbrojonych niczym kosynierzy, w co było można, podchodząc do domu Donny Elviry, odnajduje przebranego Don Giovanniego. Ten jednak, odgrywając rolę własnego sługi, myli poszukujących, zostając wreszcie sam na sam z Masettem. Gdy młody człowiek chwali się Don Giovanniemu, co też ma na niego samego przyszykowane, odbiera szybko cięgi. Szlachcic, aby uniknąć zdemaskowania i nie narazić się mogącym przecież szybko wrócić wieśniakom wspierającym Masetta, zbiega, a jego ofiara zostaje sama ze swoimi siniakami.
Aria:
Podążająca za Masettem Zerlina odnajduje wreszcie swojego porzuconego już przez oprawcę i opuszczonego przez zmylonych chłopów, zbitego ukochanego. Ten żali się jej na swój ból, dziewczyna próbuje go pocieszyć. Wyrzucając mu dobrotliwie jego wcześniejszą zazdrość oferuje mu równocześnie niesamowity lek – balsam miłości i własne bijące serce. Aria na zawsze kończy wątek niepewności co do wierności samej Zerliny rozwiewając wszelkie wątpliwości Masetta. Dochodzi więc do ostatecznego pojednania dwojga młodych wieśniaków.
Podczas światowej prapremiery 29 października 1787 w Teatrze Nostitza w Pradze rolę Zerliny śpiewała Caterina Bondini, natomiast premiera zmienionej nieco wersji opery miała miejsce w Wiedniu 7 maja 1788, gdzie jako Zerlina wystąpiła Luisa Laschi-Mombelli.

## Podsumowanie
Lorenzo Da Ponte, pisząc fragment opery począwszy od balu u Don Giovanniego, obejmujący znaczną część aktu drugiego i zawierający głównie wydarzenia w ogrodzie posiadłości Donny Elviry, w tym tę arię, mimo że znał wiele wersji historii Don Juana, zmuszony był do samodzielnego uzupełnienia różnorakich luk w opowieściach dotyczących tego bohatera. Fabułę nocnych wydarzeń zawierających wątek poszukiwania i odnalezienia Masetta przez Zerlinę, poprzedzających cmentarną scenę zaproszenia posągu Komandora na finałową ucztę należy więc przypisać wyłącznie inwencji librecisty.
Muzyczny motyw Vedrai, carino Mozart wykorzystał jeszcze jako jeden z kilku w swoim divertimento nr 6 na dwa klarnety i fagot (KV 439B).